# Charles A. Wanamaker
Charles Arthur Wanamaker (1949) è un biblista statunitense.

## Biografia
Dopo aver conseguito titoli accademici negli Stati Uniti e in Canada, Wanamaker ha perfezionato i suoi studi nel Regno Unito all’Università di Durham, dove ha conseguito il Ph.D sotto la guida di C.K. Barrett. Successivamente ha svolto la sua carriera accademica all’Università di Città del Capo, dove è diventato professore di Studi cristiani e direttore del Dipartimento di Studi religiosi. Wanamaker è uno specialista di Nuovo Testamento e cristianesimo delle origini e ha sviluppato un particolare interesse per l’analisi socio-retorica applicata agli scritti di San Paolo.
Wanamaker è sposato e dalla moglie Helena ha avuto due figli, Kristianna e Geoffrey.

## Pubblicazioni principali

### Libri
- The Epistles of Thessalonians: A Commentary  on the Greek Test, William B. Eerdmans Publishing Company, 1990

### Articoli
- Philippians 2.6-11 : Son of God or Adamic Christology?, New Testament Studies , 33 (1987), 179-193.
- The Historical Jesus Today: A Reconsideration of the Foundation of Christology, Journal of Theology for Southern Africa , 94 (1996), p. 3-17.
- Jesus the Ancestor: Reading the story of Jesus from an African Christian Perspective, Scriptura , 62 (1997), p. 281-298
- Metaphor and Morality: Examples of Paul's Moral Thinking in 1 Corinthians 1-5, Neotestamentica 39 (2005), p. 409-433